# Gaetano Capone
Pour les articles homonymes, voir Capone.
Gaetano Capone, né en 1845, et mort en 1924, est un peintre italien, dont la plupart des œuvres représentent des paysages et des scènes de genre.

## Biographie
Gaetano Capone est né dans une famille de peintres à Maiori, dans la province de Salerne en Campanie. Son frère Luigi est aussi peintre. Il se déplace à Naples pour étudier la peinture, et de là, obtient une bourse de la province pour se déplacer à Rome pour étudier sous la direction de Cesare Fracassini. L'une de ses œuvres obtient une médaille d'argent lors d'un concours de  l'Accademia di San Luca à Rome. Il aide Fracassini à peindre à la Basilique Saint-Laurent-hors-les-Murs. 
Il revient à Maiori en 1868, où il peint des fresques dans la Collegiata di Santa Maria a Mare, pour l'Abbaye territoriale de la Très-Sainte-Trinité de Cava, et pour les églises de Fisciano et Casalvelino. À Maiori, avec Raffaele D'Amato, il encadre un certain nombre de peintres en profitant du lieu panoramique pour créer une école de peintres intégrant le paysage et la culture dans une école de peinture plus ou moins connue sous le nom de Costaioli. Parmi les peintres de Costaioli figurent Angelo Della Mura, Antonio Ferrigno, Luigi Paolillo, Enrico Lucibello et  Pietro Scoppetta.  Dans les premières décennies du XXe siècle, ils ont été rejoints à Maiori par Antonio Rocco, Luca Albino, Manfredi Nicoletti, Ignazio Lucibello, Gaetano Cimini, Paolo Caruso, Ulderico Forcellini et Vittorio Acabbo.
Le petit-fils de Gaetano, Gaetano Capone « le jeune » (1933-2011) fut aussi peintre. Gaetano « l'aîné » est fait chevalier de l'Ordre de la Couronne d'Italie et membre honoraire de diverses académies. Il meurt à Maiori.

## Œuvres

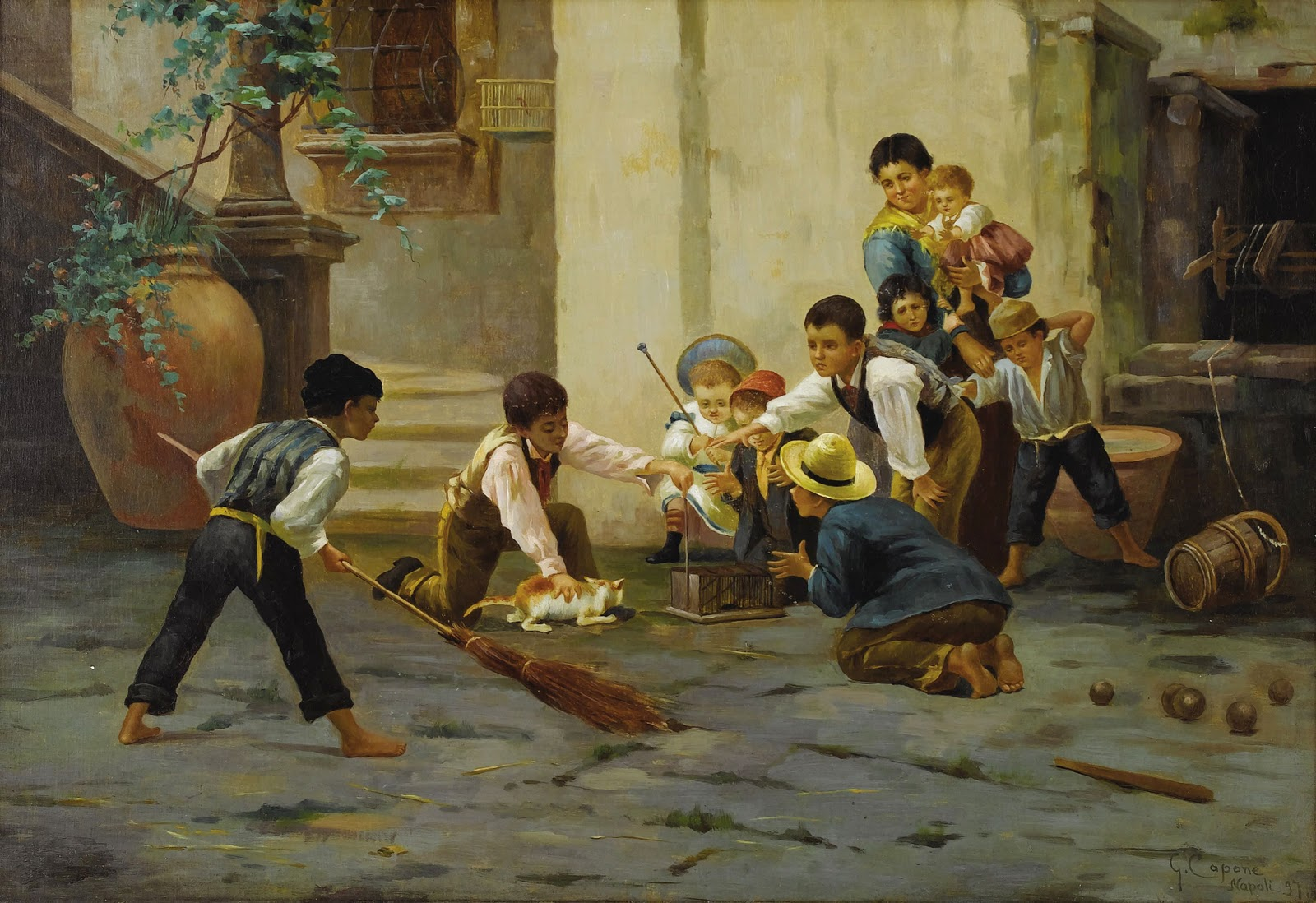
La fine della caccia (« Enfin attrapé »), 1897.

Parmi ses œuvres on peut citer :
- Il mese Mariano, peinture à l'huile, cathédrale de Maiori.
- Paese un chiaro di Luna, peinture à l'huile vendue à l'amiral américain Farragut.
- Il catechismo al villaggio.
- La contravvenzione al contadino.
- La caccia al topo, acheté par le gouvernement de l'Uruguay.
- La pappa, acheté par le gouvernement de l'Uruguay.
- La zingara.
- La fine della caccia .
- La ritirala precipitosa.
- L'incasso dei limoni, costume napoletano.
- Vive o Re!, une fois exposée au Museo di Capodimonte.